# Psilaspilates saturata
Psilaspilates saturata là một loài bướm đêm trong họ Geometridae.